# Quốc ca Cộng hòa Karakalpakstan
Quốc ca Cộng hòa Karakalpakstan (Tiếng Karakalpak: Qaraqalpaqstan respublikasınıń Mámleketlik Gimni; Tiếng Uzbek: Qoraqalpog'iston respublikasi Davlat Madhiyasi) là một trong những biểu tượng của Cộng hoà Karakalpakstan, cùng với cờ và huy hiệu. Bài quốc ca được phổ nhạc bởi Najimaddin Muxammeddinov với lời bài hát được viết bởi nhà thơ Karakalpak và nhà viết kịch Ỉbrayim Yusupov. Nó được chấp nhận chính thức vào ngày 24 tháng 12 năm 1993.

## Lời

### Tiếng Karakalpak
| Latinh | Ký tự Cyrill | Ký tự Ả Rập | Chuyển tự IPA |
| --- | --- | --- | --- |
| Đoạn 1 | | | |
| Jayxun jaǵasında ósken bayterek, Túbi bir, shaqası mıń bolar demek. Sen sonday sayalı, quyashlı elseń, Tınıshlıq hám ıǵbal sendegi tilek.           | Жайхун жағасында өскен байтерек, Түби бир, шақасы мың болар демек. Сен сондай саялы, қуяшлы элсең, Тынышлық ҳәм ығбал сендеги тилек.              | جايحۇن جاعاسىندا ؤسكەن بايتەرەك، تٷبئ بئر، شاقاسى مىڭ بولار دەمەك. سەن سونداي سايالى، قۇياشلى ەلسەڭ، تىنىشلىق هأم ىعبال سەندەگئ تئلەك.            | [ʒɑjχun ʒɑʁɑsɯndɑ œsken bɑjterek \|] [tʉbɘ bɘr \| ʃɑqɑsɯ mɯɴ boɫɑr demek ǁ] [sen sondɑj sɑjɑɫɯ \| qujɑʃɫɯ elseŋ \|] [tɯnɯʃɫɯq hæm ɯʁbɑɫ sendegɘ tɘlek ‖]          |
| Điệp khúc | | | |
| Diyxan baba nápesi bar jerinde, Juwsan ańqıp, kiyik qashar shólinde. «Qaraqalpaqstan, Qaraqalpaqstan» degen atıńdı, Áwladlar ádiwler júrek tórinde. | Дийхан баба нәпеси бар жеринде, Жуўсан аңқып, кийик қашар шөлинде. «Қарақалпақстан, Қарақалпақстан» деген атыңды, Әўладлар әдиўлер жүрек төринде. | دئيحان بابا نأپەسئ بار جەرئندە، جۇۋسان اڭقىپ، كئيئك قاشار شؤلئندە. قاراقالپاقستان، قاراقالپاقستان» دەگەن اتىڭدى»، أۋلادلار أدئۋلەر جٷرەك تؤرئندە. | [dijχɑn bɑbɑ næpesɘ bɑr ʒerɘnde \|] [ʒuwsɑn ɑɴqɯp \| kɘjɘk qɑʃɑr ʃœlɘnde ǁ] [qɑrɑqɑɫpɑqstɑn \| qɑrɑqɑɫpɑqstɑn degen ɑtɯɴdɯ \|] [æwɫɑdɫɑr ædɘwler ʒʉrek tœrɘnde ‖] |
| Đoạn 2 | | | |
| Aydın keleshekke shaqırar zaman, Mártlik miynet, bilim jetkizer oǵan. Xalqıń bar azamat, dos hám miyirban, Erkin jaynap–jasnap, máńgi bol aman.     | Айдын келешекке шақырар заман, Мәртлик мийнет, билим жеткизер оған. Халқың бар азамат, дос ҳәм мийирбан, Эркин жайнап–жаснап, мәңги бол аман.     | ايدىن كەلەشەككە شاقىرار زامان، مأرتلئك مئينەت، بئلئم جەتكئزەر وعان. حالقىڭ بار ازامات، دوس هأم مئيئربان، ەركئن جاينال–جاسناپ، مأڭگئ بول امان.     | [ɑjdɯn keleʃekːe ʃɑqɯrɑr zɑmɑn \|] [mærtlɘk mijnet \| bɘlɘm ʒetkɘzer oʁɑn ‖] [χɑɫqɯɴ bɑr ɑzɑmɑt \| dos hæm mɘjɘrbɑn \|] [erkɘn ʒɑjnɑp ʒɑsnɑp \| mæŋgɘ boɫ ɑmɑn ǁ] |
| Điệp khúc | | | |
| Diyxan baba nápesi bar jerinde, Juwsan ańqıp, kiyik qashar shólinde. «Qaraqalpaqstan, Qaraqalpaqstan» degen atıńdı, Áwladlar ádiwler júrek tórinde. | Дийхан баба нәпеси бар жеринде, Жуўсан аңқып, кийик қашар шөлинде. «Қарақалпақстан, Қарақалпақстан» деген атыңды, Әўладлар әдиўлер жүрек төринде. | دئيحان بابا نأپەسئ بار جەرئندە، جۇۋسان اڭقىپ، كئيئك قاشار شؤلئندە. قاراقالپاقستان، قاراقالپاقستان» دەگەن اتىڭدى»، أۋلادلار أدئۋلەر جٷرەك تؤرئندە. | [dijχɑn bɑbɑ næpesɘ bɑr ʒerɘnde \|] [ʒuwsɑn ɑɴqɯp \| kɘjɘk qɑʃɑr ʃœlɘnde ǁ] [qɑrɑqɑɫpɑqstɑn \| qɑrɑqɑɫpɑqstɑn degen ɑtɯɴdɯ \|] [æwɫɑdɫɑr ædɘwler ʒʉrek tœrɘnde ‖] |